# Heterixalus betsileo
Heterixalus betsileo is een kikker uit de familie van de rietkikkers (Hyperoliidae). De soort werd beschreven door Grandidier in 1872.

## Leefgebied
De kikker is endemisch in Madagaskar. Zijn natuurlijke habitat zijn vooral vochtige, (sub)tropische bossen, zoals de subtropische bossen van Madagaskar. De soort leeft voornamelijk op een hoogte tussen de 500 en 1600 meter, in het oosten en midden van Madagaskar.

## Synoniemen
- Eucnemis betsileo Grandidier, 1872
- Heterixalus renifer (Boettger, 1881)
- Hyperolius betsileo (Grandidier, 1872)
- Hyperolius friedrichsi Ahl, 1930
- Hyperolius renifer Boettger, 1881
- Megalixalus betsileo (Grandidier, 1872)
- Megalixalus renifer (Boettger, 1881)
- Rappia betsileo (Grandidier, 1872)
- Rappia renifer (Boettger, 1881)
- Rappia renifera (Boettger, 1881)